# Imam Alimsultanov
Imam Alimsultanov (en checheno: Имам Алимсултанов) (22 de junio de 1957-10 de noviembre de 1996) fue un popular cantante checheno de música tradicional.

## Biografía
Imam nació en Kirguistán en 1957, sus padres eran chechenos quienes vivían ahí desde que fueron deportados el 23 de febrero de 1944. En su juventud, regresó a Chechenia y se graduó de una escuela secundaria en Grozni. Alimsultanov se graduaría más tarde en el Instituto Politécnico de Rostov del Don y trabajaría como experto en recuperación de tierras.
Carrera musical
Alimsultanov comenzó su carrera musical a mediados de la década de 1980, donde transmitía cuentos populares y de héroes chechenos en sus canciones. También escribió canciones sobre poemas escritos por Umar Yarycheva, Musa Geshaev y otros prominentes poetas chechenos. A diferencia de las canciones de su compañero Timur Mutsurayev, la música de Imam tendía a estar más cerca de la música tradicional de aquella región. Algunas de sus canciones más populares incluyen a los títulos "Gazavat", "Daguestan", "Libertad o Muerte" y "Chechenia".
Con el inicio de la primera guerra chechena en diciembre de 1994, Alimsultanov habló con los combatientes chechenos y, a petición del presidente checheno Dzhojar Dudayev, acompañó a los combatientes heridos a Turquía. Imam grabó varias de sus canciones en Estambul, recaudando dinero para los combatientes heridos.
Después de regresar a Chechenia, Alimsultanov sirvió como negociador y ayudó a que en Odesa, Ucrania, se liberaran a 25 obreros que fueron secuestrados y hechos rehenes. 
En la noche del 10 de noviembre de 1996, tres hombres vestidos de policías irrumpieron en la casa de Odesa donde se alojaban Alimsultanov y su equipo artístico, disparando contra Imam y dos colegas a quemarropa. Los tres murieron, pero un testigo, que estaba en el baño en el momento del asesinato, sobrevivió. El crimen sigue sin resolverse. Las autoridades ucranianas aseguraron que el asesinato no tuvo motivos políticos, pero otras investigaciones acusan al FSB (servicio de seguridad nacional ruso).

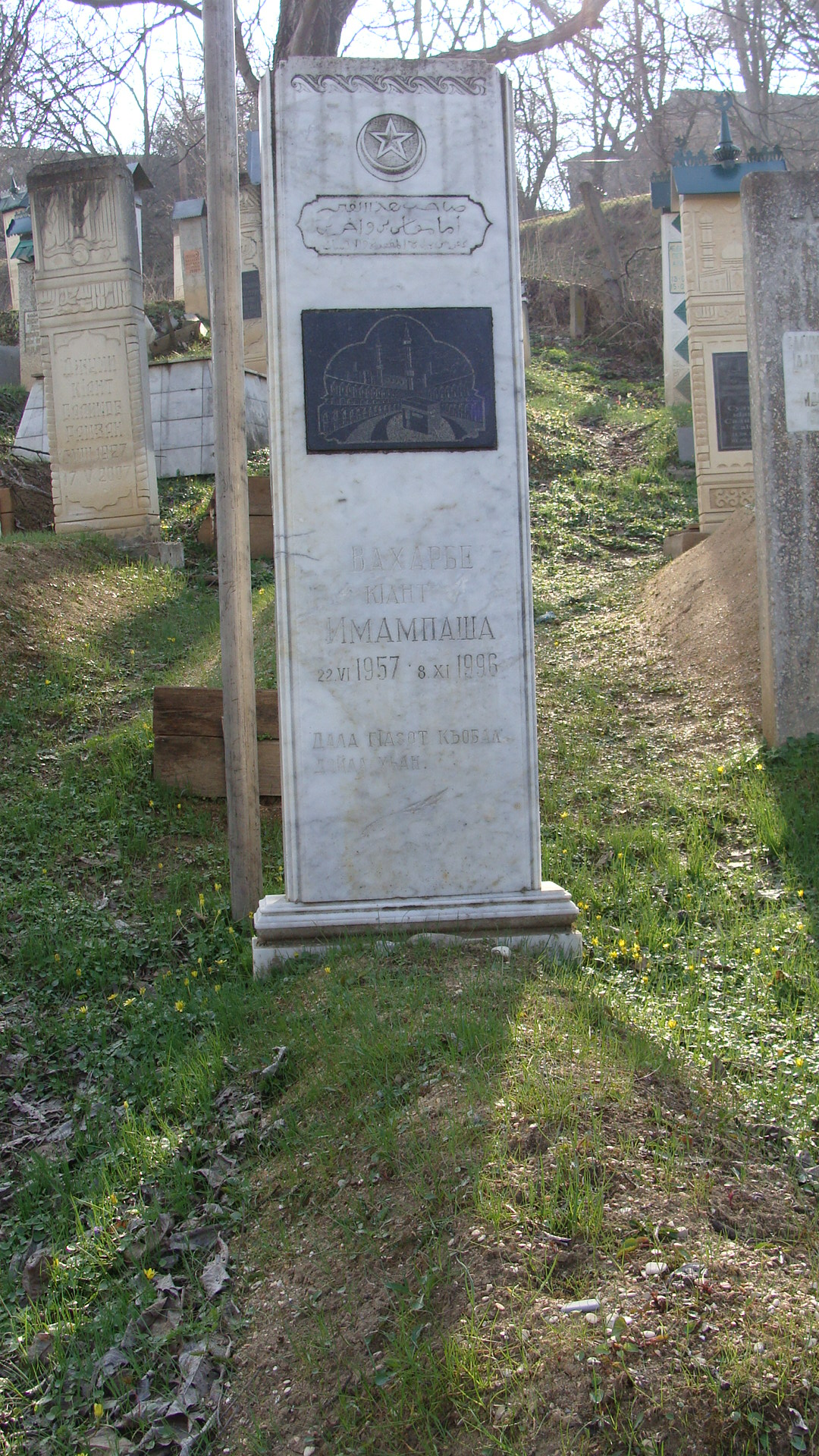
Tumba de Imam Alimsultanov en Jasaviurt.

Imam Alimsultanov fue enterrado cerca de su ciudad de residencia, Jasaviurt (en Daguestán), y una calle fue nombrada en su honor.